# Jungang-dong, Iksan
Jungang-dong (koreanska: 중앙동) är en stadsdel i staden Iksan i provinsen Norra Jeolla i den centrala delen av Sydkorea, 180 km söder om huvudstaden Seoul.